# Траян Митревски
Траян Митревски е български революционер, битолски войвода на Вътрешната македоно-одринска революционна организация.

## Биография
Митревски е роден в 1874 година в Битоля, тогава в Османската империя. В 1895 година става член на ВМОРО. В периода 1902 – 1903 година е четник при Йордан Пиперката. През Илинденско-Преображенското въстание Митревски е войвода на четата на село Слепче, Битолско. След края на въстанието става четник в Кичевско при Арсо Мицков и Лазар от село Белица, Кичевско. Четник е при Алексо Стефанов в Демирхисар, Битолско от пролетта на 1904 до есента на следващата 1905 година. По-късно Митревски се разболява от ревматизъм и заминава за лечение в София. През пролетта на 1907 година отново става четник, този път при Тане Николов и се сражава при Ножот. По-късно се връща в четата на Алексо Стефанов.